# Пицони
Пицони (итал. Pizzoni) је насеље у Италији у округу Вибо Валенција, региону Калабрија.
Према процени из 2011. у насељу је живело 1187 становника. Насеље се налази на надморској висини од 288 м.

## Становништво
Према резултатима пописа становништва 2011. у општини је живело 1.233 становника.
| 1931. | 1936. | 1951. | 1961. | 1971. | 1981. | 1991. | 2001. | 2011. |
| ----- | ----- | ----- | ----- | ----- | ----- | ----- | ----- | ----- |
| 2.683 | 2.690 | 3.079 | 2.716 | 2.409 | 1.796 | 1.664 | 1.364 | 1.233 |

## Партнерски градови
- Вилар Пероза